# Mariensäule (Murnau am Staffelsee)

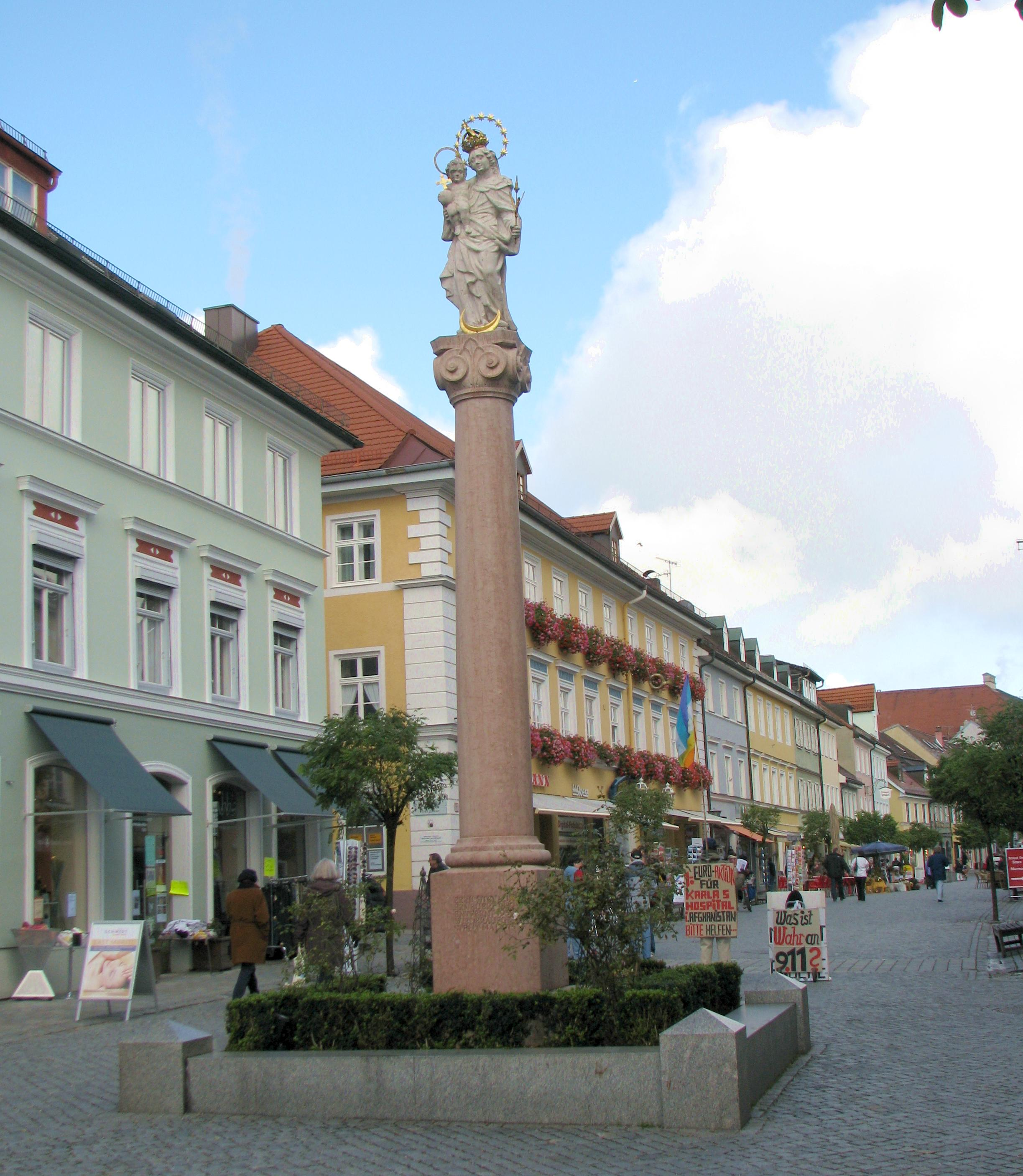
Mariensäule in Murnau am Staffelsee

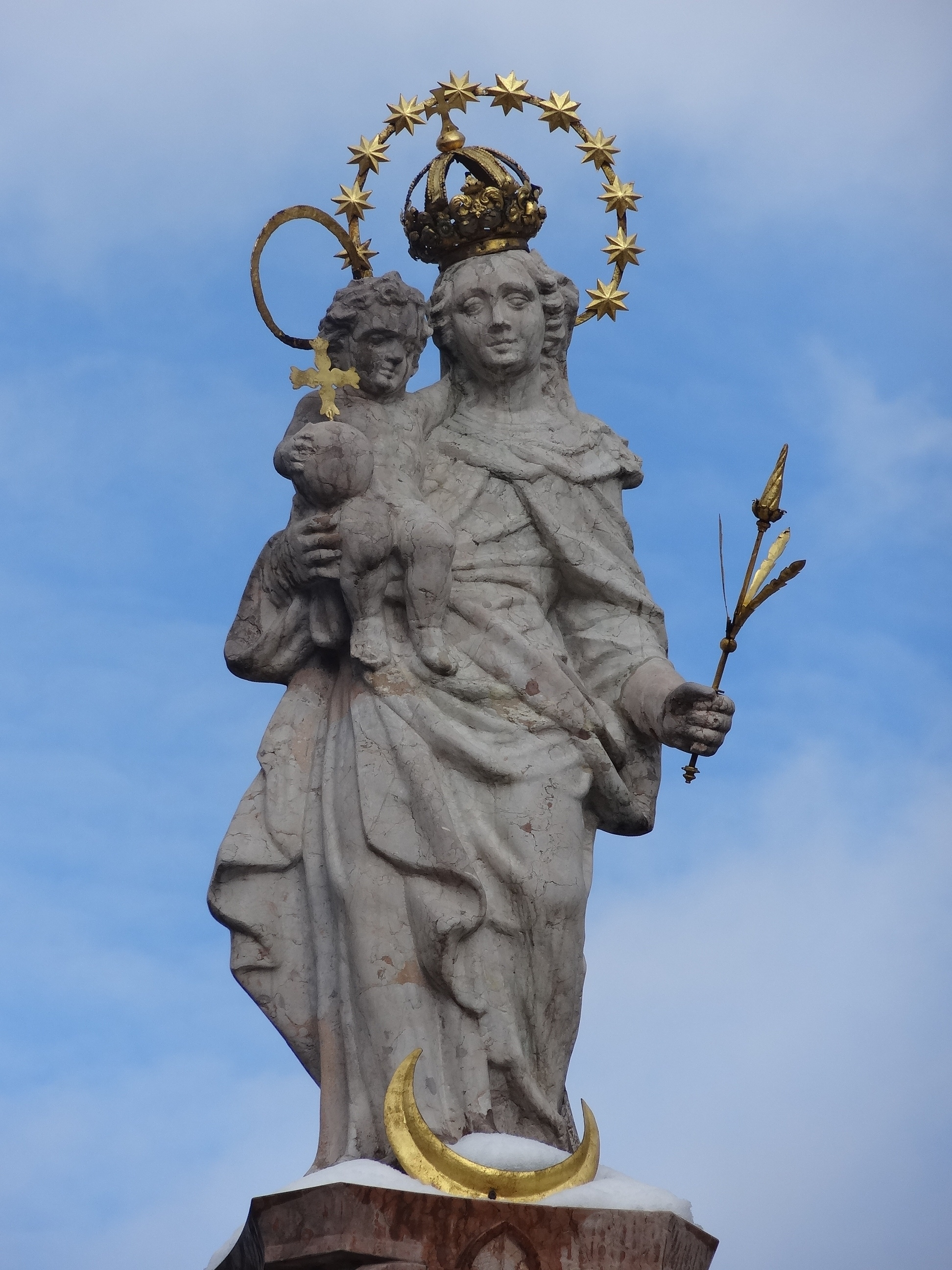
Madonna mit Kind

Die Mariensäule in Murnau am Staffelsee, einer Marktgemeinde im oberbayerischen Landkreis Garmisch-Partenkirchen, wurde um 1700 errichtet, 1859 überarbeitet, 1939 entfernt und 1975 wiederaufgestellt. Die Mariensäule am Untermarkt ist ein geschütztes Baudenkmal.
Die barocke Madonnenfigur steht auf einer hohen Sandsteinsäule. Maria trägt das Jesuskind, das in der rechten Hand eine Weltkugel mit Kreuz hält, auf dem rechten Arm; in der linken Hand hält sie ein Lilienszepter.
Maria steht auf der Mondsichel und ihr Haupt mit Krone wird von einem Sternenkranz umgeben, entsprechend der Offenbarung des Johannes (Offb, 12,1–5 ).